# ویسما ۴۶
ویسما ۴۶ (انگلیسی: Wisma 46) ساختمان اداری ۴۶ طبقه مستقر در شهر جاکارتا، اندونزی است، که در سال ۱۹۹۶ احداث گردید.